# Cesar Majorana
Cesar Majorana (23 april 1996) is een Nederlandse schrijver en presentator. Hij is onder andere bekend van het online programma Club HUB op BNNVARA.
Majorana won in 2018 een Social Media Award voor Beste Instagrammer met zijn account Waarom Vloggers Janken. Tijdens de uitreiking uitte hij kritiek op de wijze waarop mediabedrijven seks als onderwerp gebruiken om jonge bezoekers naar hun YouTube-kanalen te trekken.
In 2020 presenteerde hij op YouTube VuilnisTV voor NPO Zapp. Daarnaast is hij co-host van de podcast De Goed Nieuws Show en schrijft hij wekelijks de rubriek ‘Cookies Accepteren’ in de VPRO Gids.
Daarnaast is Majorana parfummaker en is hij op social media actief als wijndeskundige, waar hij wijnkennis toegankelijk maakt voor het publiek.